# Wolfpriset i kemi
Wolfpriset i kemi är ett av sex Wolfpris och har delats ut årligen sedan 1978. De andra priserna är jordbruksvetenskap, fysik, matematik, medicin och konst. Priset består av ett diplom och 100 000 dollar.

## Pristagare
| År        | Namn                                              | Nationalitet           | Motivering |
| --------- | ------------------------------------------------- | ---------------------- | --- |
| 1978      | Carl Djerassi                                     | USA                    | för hans arbete i bioorganisk kemi, tillämpning av nya spektroskopiska tekniker, och hans stöd av internationellt samarbete. |
| 1979      | Herman Mark                                       | Österrike / USA        | för hans bidrag till förståelsen av naturliga och syntetiska polymerers struktur och beteende. |
| 1980      | Henry Eyring                                      | Mexiko / USA           | för hans utveckling av absolute rate theory och dess tillämpningar gällande kemiska och fysikaliska processer. |
| 1981      | Joseph Chatt                                      | Storbritannien         | för hans nyskapande och grundläggande bidrag till syntetisk övergångsmetallkemi, speciellt övergångsmetallhydrider och dikvävekomplex.                                                                                                   |
| 1982      | John Charles Polanyi                              | Kanada                 | för hans studier av kemiska reaktioner i aldrig tidigare skådad detalj genom utveckling av den infraröda kemilumiscenta tekniken och för att ha förutsett den kemiska lasern.                                                            |
| 1982      | George Pimentel                                   | USA                    | för utveckling av matrisisoleringsspektroskopi och för upptäckten av fotodissociationslasrar och kemiska lasrar. |
| 1983/1984 | Herbert Gutowsky                                  | USA                    | för hans pionjärarbete i utvecklingen och tillämpningen av kärnmagnetisk resonansspektroskopi i kemi. |
| 1983/1984 | Harden McConnell                                  | USA                    | för hans studier av elektronstrukturen hos molekyler genom paramagnetisk resonansspektroskopi och för introduktionen och biologiska tillämpningar av spinetikettekniker.                                                                 |
| 1983/1984 | John Waugh                                        | USA                    | för han grundläggande teoretiska och experimentella bidrag till högupplöst kärnmagnetisk resonansspektroskopi i solider. |
| 1984/1985 | Rudolph Marcus                                    | Kanada / USA           | för hans bidrag till kemisk kinetik, speciellt teorierna om unimolekylära reaktioner och elektronöverföringsreaktioner. |
| 1986      | Elias James Corey                                 | USA                    | för hans enastående forskning om syntesen av många högt komplexa naturliga produkter och demonstrationen av nyskapande tankesätt kring sådana synteser.                                                                                  |
| 1986      | Albert Eschenmoser                                | Schweiz                | för hans enastående forskning om naturliga produkters syntes, stereokemi och reaktionsmekanismer vid bildandet, speciellt vitamin B-12.                                                                                                  |
| 1987      | David Phillips David Blow                         | Storbritannien         | för deras bidrag till proteinröntgenkristallografi och klargörandet kring enzymers struktur och verkningsmekanismer. |
| 1988      | Joshua Jortner Raphael David Levine               | Israel                 | för deras skarpa teoretiska studier som har klargjort energiförvärv och -överlämnande i molekylära system och mekanismer för dynamisk selektivitet och specificitet.                                                                     |
| 1989      | Duilio Arigoni Alan Battersby                     | Schweiz Storbritannien | för deras grundläggande bidrag till klarläggandet av mekanismer hos enzymreaktioner och biosyntesen av naturliga produkter, speciellt livets pigment.                                                                                    |
| 1990      | Pris ej utdelat                                   | Pris ej utdelat        | Pris ej utdelat |
| 1991      | Richard Ernst                                     | Schweiz                | för hans revolutionära bidrag till NMR-spektroskopi, speciellt Fouriertransform och tvådimensionell NMR. |
| 1991      | Alexander Pines                                   | Sydrhodesia / USA      | för hans revolutionära bidrag till NMR-spektroskopi, speciellt mångkvant- och högspin-NMR. |
| 1992      | John Pople                                        | Storbritannien         | för hans enastående bidrag till teoretisk kemi, speciellt utvecklingen av effektiva och brett använda moderna kvantkemiska metoder. |
| 1993      | Ahmed Hassam Zewail                               | Egypten / USA          | för nyskapande av utvecklingen av laserfemtokemi. Med laser och molekylstrålar har femtokemi gjort det möjligt att undersöka evolutionen av kemiska reaktioner medan de inträffar i realtid.                                             |
| 1994/1995 | Richard Lerner Peter Schultz                      | USA                    | för att ha konverterat antikroppar till enzymer, och på så vis möjliggjort katalysen av kemiska reaktioner som ansetts omöjliga att uppnå med klassiska kemiska procedurer.                                                              |
| 1995/1996 | Gilbert Stork Samuel Danishefsky                  | USA                    | för designen och utvecklingen av nyskapande kemiska reaktioner som har öppnat nya vägar till syntesen av komplexa molekyler, speciellt polysackarider och många andra biologiska och medicinskt viktiga föreningar.                      |
| 1996/1997 | Pris ej utdelat                                   | Pris ej utdelat        | Pris ej utdelat |
| 1998      | Gerhard Ertl Gabor Somorjai                       | Tyskland Ungern        | för deras enastående bidrag till ytvetenskap i allmänhet, och speciellt för deras klargöring av grundläggande mekanismer hos heterogena katalytiska reaktioner hos enkelkristallytor.                                                    |
| 1999      | Raymond Lemieux                                   | Kanada                 | för hans grundläggande och nyskapande bidrag till studiet av syntes av oligosakarider och för klargörandet av deras roll i molekylär igenkänning i biologiska system.                                                                    |
| 2000      | Frank Albert Cotton                               | USA                    | för att ha öppnat upp en helt ny fas av övergångsmetallkemi baserad på par och kluster av metallatomer direktlänkade med enkel- eller multipelbindning.                                                                                  |
| 2001      | Henri Kagan Ryoji Noyori Barry Sharpless          | Frankrike Japan USA    | för deras nyskapande, kreativa och avgörande arbete i utvecklingen av asymmetriska katalysatorer för syntesen av kirala molekyler som radikalt har ökat människans möjlighet att skapa nya produkter av grundläggande och praktisk vikt. |
| 2002/2003 | Pris ej utdelat                                   | Pris ej utdelat        | Pris ej utdelat |
| 2004      | Harry Gray                                        | USA                    | för nyskapande arbete inom biooorganisk kemi, uppkomsten av nyskapande principer gällande strukturen och elektronöverföring på långt avstånd i proteiner.                                                                                |
| 2005      | Richard Zare                                      | USA                    | för hans geniala tillämpningar av lasertekniker, för identifiering av komplexa mekanismer i molekyler och för deras användning i analytisk kemi.                                                                                         |
| 2006/2007 | Ada Yonath George Feher                           | Israel USA             | för geniala strukturella upptäckter i ribosomernas maskineri av peptidbundna formationer och den ljusdrivna processen i fotosyntes. |
| 2008      | William E. Moerner Allen Bard                     | USA                    | för det geniala skapandet av nya vetenskapsfält, enkelmolekylspektroskopi och elektrokemi, med avtryck på nanonivån, från det molekylära och cellulära området till komplexa materialsystem.                                             |
| 2009      | Pris ej utdelat                                   | Pris ej utdelat        | Pris ej utdelat |
| 2010      | Pris ej utdelat                                   | Pris ej utdelat        | Pris ej utdelat |
| 2011      | Stuart A. Rice Ching Tang Krzysztof Matyjaszewski | USA                    | för djupt kreativa bidrag till den kemiska vetenskapen inom områdena syntes, egenskaper och förståelse av organiska material. |
| 2012      | Paul Alivisatos Charles Lieber                    | USA                    | för deras bidrag till området nanokemi. |
| 2013      | Robert S. Langer                                  | USA                    | för att ha skapat och implementerat framsteg inom polymerkemin som har gett både system för kontrollerad frisättning av läkemedel och nya biomaterial.                                                                                   |
| 2014      | Chi-Huey Wong                                     | Taiwan / USA           | för hans många och originella bidrag till utvecklingen av innovativa metoder för programmerbar och tillämpad syntes av komplexa oligosackardier och glykol-proteiner.                                                                    |
| 2015      | Pris ej utdelat                                   | Pris ej utdelat        | Pris ej utdelat |
| 2016      | Kyriacos Costa Nicolaou                           | Cypern / USA           | |
| 2017      | Robert George Bergman                             | USA                    | |
| 2018      | Omar Yaghi                                        | Jordanien / USA        | |
| 2018      | Makoto Fujita                                     | Japan                  | |
| 2019      | Stephen L. Buchwald John F. Hartwig               | USA                    | |
| 2020      | Pris ej utdelat                                   | Pris ej utdelat        | Pris ej utdelat |
| 2021      | Leslie Leiserowitz Meir Lahav                     | Israel                 | |
| 2022      | Bonnie Bassler Carolyn Bertozzi Benjamin Cravatt  | USA                    | |
| 2023      | Chuan He Hiroaki Suga Jeffery Kelly               | USA Japan USA          | |
| 2024      | Pris ej utdelat                                   | Pris ej utdelat        | Pris ej utdelat |
| 2025      | Helmut Schwarz                                    | Tyskland               | |

## Landsfördelning
Aktuell till och med 2025
| Land           | Antal |
| -------------- | ----- |
| Cypern         | 1     |
| Egypten        | 1     |
| Frankrike      | 1     |
| Israel         | 5     |
| Japan          | 3     |
| Jordanien      | 1     |
| Kanada         | 3     |
| Mexiko         | 1     |
| Sydrhodesia    | 1     |
| Schweiz        | 3     |
| Storbritannien | 5     |
| Taiwan         | 1     |
| Tyskland       | 2     |
| Ungern         | 3     |
| USA            | 38    |
| Österrike      | 2     |